# East Tamar Highway
Der East Tamar Highway ist eine Fernstraße im Norden des australischen Bundesstaates Tasmanien. Er verbindet Launceston entlang des Ostufers des Tamar River mit der Küstenstadt George Town.

## Verlauf
Die Straße beginnt im Stadtzentrum von Launceston und verläuft durch den Vorort Mowbray Richtung Nordwesten. Kurz nach Verlassen des Stadtgebietes ist die George Town Road (B81) angebunden. Über Dilston und Mount Direction über dem Ostufer des Tamar River führt der East Tamar Highway zum Abzweig des Batman Highway (B73), in dessen Verlauf die einzige Brücke am Tamar River, die Batman Bridge, den East Tamar Highway mit dem West Tamar Highway verbindet.
Weiter führt die Straße nach Nordwesten über die Anbindung der Bridport Road (B82) zum Endpunkt in George Town am Port Dalrymple. Dort schließt Richtung Nord-Nordwesten die Low Head Road zur Küstensiedlung Low Head an.